# Ca l'Agulles
Ca l'Agulles és una obra racionalista del Masroig (Priorat) inclosa a l'Inventari del Patrimoni Arquitectònic de Catalunya.

## Descripció
Edifici de planta rectangular, de planta baixa, pis i golfes. A la planta baixa s'obren una porta i una finestrella baixa, dos balcons al pis amb una sola balconada i tres finestres a les golfes. La construcció, pel que fa a la façana, és completament atípica, atès el seu caràcter, lligat als moviments arquitectònics dels anys trenta. Cal destacar, en aquest sentit, el balcó amb la barana de ferro tubular així com les baranes dels amplis finestrals de les golfes, amb algun element decoratiu estilísticament anterior, tal com el material utilitzat, la rajoleta blava, per a confeccionar les inicials "L. J."

## Història
Pel que sembla, aquesta construcció és antiga. Al 1942 se li va fer una reforma de la façana, d'acord amb uns criteris estilístics innovadors. La planta baixa és aprofitada per a un comerç de queviures.